# 马山县
马山县在中国广西壮族自治区中部偏西、红水河南岸，是南宁市所辖的一个县。1952年，由那馬縣和隆山縣合併，設立馬山縣。总面积为2345平方公里，縣人民政府駐白山鎮。

## 行政区划
马山县辖7个镇、2个乡、2个民族乡：
白山镇、百龙滩镇、林圩镇、古零镇、金钗镇、周鹿镇、永州镇、乔利乡、加方乡、古寨瑶族乡、里当瑶族乡和光明山林场。

## 人口
根據第七次人口普查數據，截至2020年11月1日零時，馬山縣常住人口為382430人。
2002年人口为50万人。

## 交通
- 兰海高速、 平那高速、 210国道、 355国道过境。